# Бакланово (остановочный пункт)
Бакланово — пассажирский железнодорожный остановочный пункт Киевской дирекции Юго-Западной железной дороги на линии Чернигов—Нежин, расположенный севернее села Бакланова Муравейка.

## История
Станция была открыта в 1930 году на действующей ж/д линии Нежин—Чернигов. Осуществляются (О) продажа билетов на поезда местного следования без багажных операций. 

## Общие сведения
Станция представлена одной боковой платформой. Имеет 1 пути. Нет здание вокзала. 

## Пассажирское сообщение
Ежедневно станция принимает пригородные поезда сообщения Чернигов—Нежин.